# Nacktfußsalangane
Die Nacktfußsalangane (Aerodramus nuditarsus, Synonym: Collocalia nuditarsus) ist eine wenig erforschte Vogelart aus der Tribus der Salanganen (Collocaliini). Sie kommt auf Neuguinea vor.

## Merkmale
Die Nacktfußsalangane erreicht eine Körperlänge von 14 cm. Die Oberseite ist dunkelbraun mit hellen Fransen an den Zügeln und über den Augen. Die Unterseite ist einheitlich rußgrau. Jedoch kann die Färbung der Federäste variieren. Der Bürzel ist unifarben. Die Tarsen sind unbefiedert. Der Schwanz ist leicht gegabelt. Von der nahe verwandten Papuasalangane (Aerodramus papuensis) unterscheidet sich die Nacktfußsalangane durch die matte Oberseite und das Vorhandensein von vier Zehen.

## Verbreitung
Die Nacktfußsalangane kommt im Süden und Südosten von Neuguinea vor. Bekannte Fundorte sind der Mimika River, die Snow Mountains, der Mount Goliath, die Kubor Mountains und die Umgebung des Hall Sound bei Baroka. Die Brutgebiete werden im westlichen Hochland nördlich des Einzugsgebietes in der Schrader Range vermutet.

## Lebensraum und Lebensweise
Die Nacktfußsalangane bewohnt überwiegend das Bergland in Höhenlagen von 1500 bis 2300 m. Jedoch wurde auch ein Exemplar im Tiefland in 30 m Höhe gesammelt. Die Nacktfußsalangane nimmt ihre Insektennahrung im Flug auf. Mehr ist über ihre Lebensweise nicht bekannt.

## Status
Die Nacktfußsalangane wird von der IUCN Red List in die Kategorie „nicht gefährdet“ (least concern) klassifiziert. Anzeichen für eine Bestandsabnahme liegen nicht vor.